# Філадельфія Юніон II
«Філадельфія Юніон II» (англ. Philadelphia Union II) — американський футбольний клуб з міста Честер, Пенсільванія, фарм-клуб «Філадельфії Юніон». Домашні матчі приймає на стадіоні «Субару Парк», місткістю 18 500 глядачів.

## Історія
Заснований у 2015 році як фарм-клуб «Філадельфії Юніон» під назвою «Бетлегем Стіл» (англ. Bethlehem Steel) і представляв місто Бетлегем, Пенсільванія. З 2016 року виступав у чемпіонаті USL.

Логотип клубу «Бетлегем Стіл» у 2016—2019 роках.

По завершенні сезону 2018 року було оголошено, що клуб переїздить до сусіднього міста Честер через проблеми зі стадіоном «Гудман Стедіум», який не мав освітлення і не відповідав вимогам USL.
У грудні 2019 року назву клубу було змінено на «Філадельфія Юніон II», яку клуб став носити з сезону 2020 року, по завершенні якого покинув USL.